# Chantal St. Martin
Chantal St. Martin (Sudbury, 2 agosto 1968) è un'ex cestista canadese.

## Carriera
Con il Canada ha disputato i Campionati mondiali del 1990.